# Greg Welts
Pour les articles homonymes, voir Welt.
Gregory Welts est un ancien percussionniste du groupe de metal Slipknot.

## Biographie
Greg, surnommé Cuddles, fut recruté comme second percussionniste dans le groupe Slipknot, aux côtés de Shawn Crahan, à la fin de l'année 1997. Il quitta le groupe en juin 1998 à cause d'une histoire qu'il aurait eu avec la sœur de Joey. Brandon Darner prit ensuite sa place, puis fut également remplacé par Chris Fehn.